# Радибор
Радибор или Радвор (њем. Radibor, глсрп. Radwor) општина је у њемачкој савезној држави Саксонија. Једно је од 63 општинска средишта округа Бауцен. Према процјени из 2010. у општини је живјело 3.471 становника. Посједује регионалну шифру (AGS) 14625490.

## Географски и демографски подаци
Радибор се налази у савезној држави Саксонија у округу Бауцен. Општина се налази на надморској висини од 165 метара. Површина општине износи 61,9 km². У самом мјесту је, према процјени из 2010. године, живјело 3.471 становника. Просјечна густина становништва износи 56 становника/km².